# 天主教瓜舒佩教区

Regional CNBB Leste 2.

天主教瓜舒佩教区

天主教瓜舒佩教區（拉丁語：Dioecesis Campaniensis Guaxupensis）是巴西一個羅馬天主教教區，屬波蘇阿雷格里總教區。
教區成立於1916年2月3日，位於米納斯吉拉斯州西南部，2006年有教友608,000人（佔轄區總人口70.1%）、八十一個堂區、九十六名司鐸。現任教區主教為若瑟·蘭扎·涅托。